# Ósumi (poloostrov)
Poloostrov Ósumi (大隅半島, Ósumi-hantó) vybíhá na jih z japonského ostrova Kjúšú. Na jeho jižním cípu se nachází nejjižnější bod ostrova mys Sata. Z východu jsou břehy poloostrova omývány vodami Tichého oceánu a směrem na západ leží za Kagošimským zálivem poloostrov Sacuma. Administrativně je součástí prefektury Kagošima.
V roce 1914 sopečný výbuch spojil bývalý ostrov Sakuradžima se severozápadní částí poloostrova.